# هال روشي جونيور
هال روشي جونيور (بالإنجليزية: Hal Roach, Jr.)‏ هو منتج أفلام ومنتج تلفزيوني أمريكي، ولد في 15 يونيو 1918 في لوس أنجلوس في الولايات المتحدة، وتوفي في 29 مارس 1972 في سانتا مونيكا في الولايات المتحدة بسبب ذات الرئة.

## وصلات خارجية
- هال روشي جونيور على موقع IMDb (الإنجليزية)
- هال روشي جونيور على موقع ألو سيني (الفرنسية)
- هال روشي جونيور على موقع قاعدة بيانات الأفلام السويدية (السويدية)
- هال روشي جونيور على موقع قاعدة بيانات الفيلم (الإنجليزية)
- هال روشي جونيور على موقع كينوبويسك (الروسية)